# Euphaedra (Euphaedrana) adonina
Euphaedra (Euphaedrana) adonina es una especie de  Lepidoptera, de la familia Nymphalidae,  subfamilia Limenitidinae,  género Euphaedra, subgénero Euphaedrana.

## Subespecies
- Euphaedra (Euphaedrana) adonina adonina
- Euphaedra (Euphaedrana) adonina spectacularis (Hecq, 1997)
- Euphaedra (Euphaedrana) adonina prasina (Hecq, 1991)

## Localización
Esta especie de Lepidoptera y sus subespecies se encuentran distribuidas en Zaire, Camerún y Nigeria (África). 